# 1839年殖民統治者名單
本列表列出1889年殖民地，保护国和属地的殖民統治者。

## 丹麦
- 格陵兰 – 卡爾·彼得·霍爾博恩，南格陵蘭巡視員(1828-1856)

## 葡萄牙
- 安哥拉
  1. 曼努埃尔·贝尔纳多·维达尔，安哥拉总督(1837-1839)
  2. 安東尼奧·曼努埃爾·德諾羅尼亞,安哥拉总督(1839)
  3. 曼努埃尔·埃尔特里奥·玛鲁，安哥拉总督(1839-1842)

## 英国
- 马耳他殖民地 – 亨利·布維，马耳他总督(1836-1843)
- 新南威尔士州 长 乔治·吉普，新南威尔士州总督(1838-1846)
- 南澳大利亚 – 乔治·高勒中校南澳大利亚总督(1838-1841)
- 西澳大利亚
  1. 船长詹姆斯·斯特林，西澳大利亚总督(1828-1839)
  2. 约翰·哈特，西澳大利亚总督(1839-1846)